# Edenderry
Edenderry (en gaèlic irlandès Éadan Doire o "cim del turó del bosc de roures") és una vila d'Irlanda, al comtat d'Offaly, a la província de Leinster. Es troba a la vora de les fronteres dels comtats de Kildare, Meath i Westmeath. El Gran Canal corre al sud d'Edenderry, travessant el pantà d'Allen, i hi ha un esperó curt al centre de la ciutat.

## Demografia
La població d'Edenderry (i voltants) ha crescut un 53,9% de 1996 a 2006:
- 1996 ... 3,825
- 2002 ... 4,559
- 2006 ... 5,888

## Història
En el segle xvi tenia el nom de Coolestown, per la família de Cooley o Cowley que hi tenia el castell, defensat el 1599 contra la revolta del comte de Tyrone. Aquest passà per matrimoni de la família Blundell i fou saquejat el 1691 per l'exèrcit de Jaume II.
La terra dels Blundell passà al Marquès de Downshire qui va revocar la primera oposició de les germanes Blundell a l'establiment d'una branca de Gran Canal a Edenderry i pagar £692 de les despeses del projecte, que fou completat el 1802.
Pel 1716 hi va prosperar la manufactura de draps de llana fomentada pels quàquers i on hi treballaren 1.000 persones. Pel 1911 la vila havia augmentat a 2.204 habitants. Altres indústries incloïen la fàbrica fustera de Daniel Alesbury, d'on sortiria el primer cotxe manufacturat a Irlanda, l'Alesbury, el 1907.